# 东戈壁荒漠草原区
东戈壁荒漠草原区是一个WWF生态区，其指名植物群系爲“荒漠和干燥疏灌丛”，但並非當地唯一群系。由於內蒙古方言和喀爾喀方言中「戈壁」一詞概念存在一定差異，且中國大陸境內不使用WWF生態區劃，內蒙古並不使用“东戈壁荒漠草原”一稱，對應的生態區稱爲内蒙古高原中部－陇中荒漠草原生态区之内蒙古高原荒漠草原生态亚区，但由於中國大陸日常側重使用生態系統、生境等概念，且該區在內蒙古分佈狹窄（僅分佈於原烏蘭察布盟和蘇尼特的部分地區）且交錯有典型草原、沙地疏林草原、半荒漠草原和荒漠草原等多種生境，日常並不使用這一概念，而衹在提到特定生境時稱錫林郭勒草原（或蘇尼特）的荒漠草原區、烏蘭察布（四子王旗）的荒漠草原區、達茂旗的荒漠草原區等。

## 相鄰
在內蒙古，其西部分佈有内蒙古高原中部草原化荒漠生态区，東部分佈有内蒙古高原中东部典型草原生态区。